# Protoone
Protoone, (in greco Προθόων), personaggio dell'Iliade (XIV, v. 515), fu un guerriero troiano.
Protoone fu ucciso da Teucro nell'azione bellica descritta nel libro XIV dell'Iliade relativo all'Inganno a Zeus.
()